# NGC 429
NGC 429 est une vaste galaxie lenticulaire située dans la constellation de la Baleine. NGC 429 a été découverte par l'astronome germano-britannique William Herschel en 1786.

## Caractéristiques
Sa vitesse par rapport au fond diffus cosmologique est de 5 309 ± 22 km/s, ce qui correspond à une distance de Hubble de 78,3 ± 5,5 Mpc (∼255 millions d'al).
À ce jour, une mesure non basée sur le décalage vers le rouge (redshift) donne une distance d'environ 93,500 Mpc (∼305 millions d'al). Cette valeur est à l'extérieur des valeurs de la distance de Hubble.

## Groupe de NGC 429
NGC 429 est plus grosse galaxie d'un groupe d'au moins 5 galaxies qui porte son nom. Le groupe de NGC 429 comprend les galaxies NGC 426, NGC 429, NGC 430, NGC 442 et IC 1639.